# Helgö
För andra betydelser, se Helgö (olika betydelser).
Helgö (ungefär helgad ö, tidigare Lillön) är en ö och forntida handelsplats i Mälaren i Ekerö kommun, Stockholms län. Öns största bredd är omkring 1,5 km och den är omkring 5 km lång.
På ön ligger tätorten Lurudden samt de två småorterna Helgö och Slottshagen.
Ön är främst känd för ett större fornlämningsområde, det så kallade Helgösamhället eller Helgöboplatsen.
På Helgös nordvästra udde ligger folkhögskolan Kaggeholm.

## Det forntida Helgösamhället

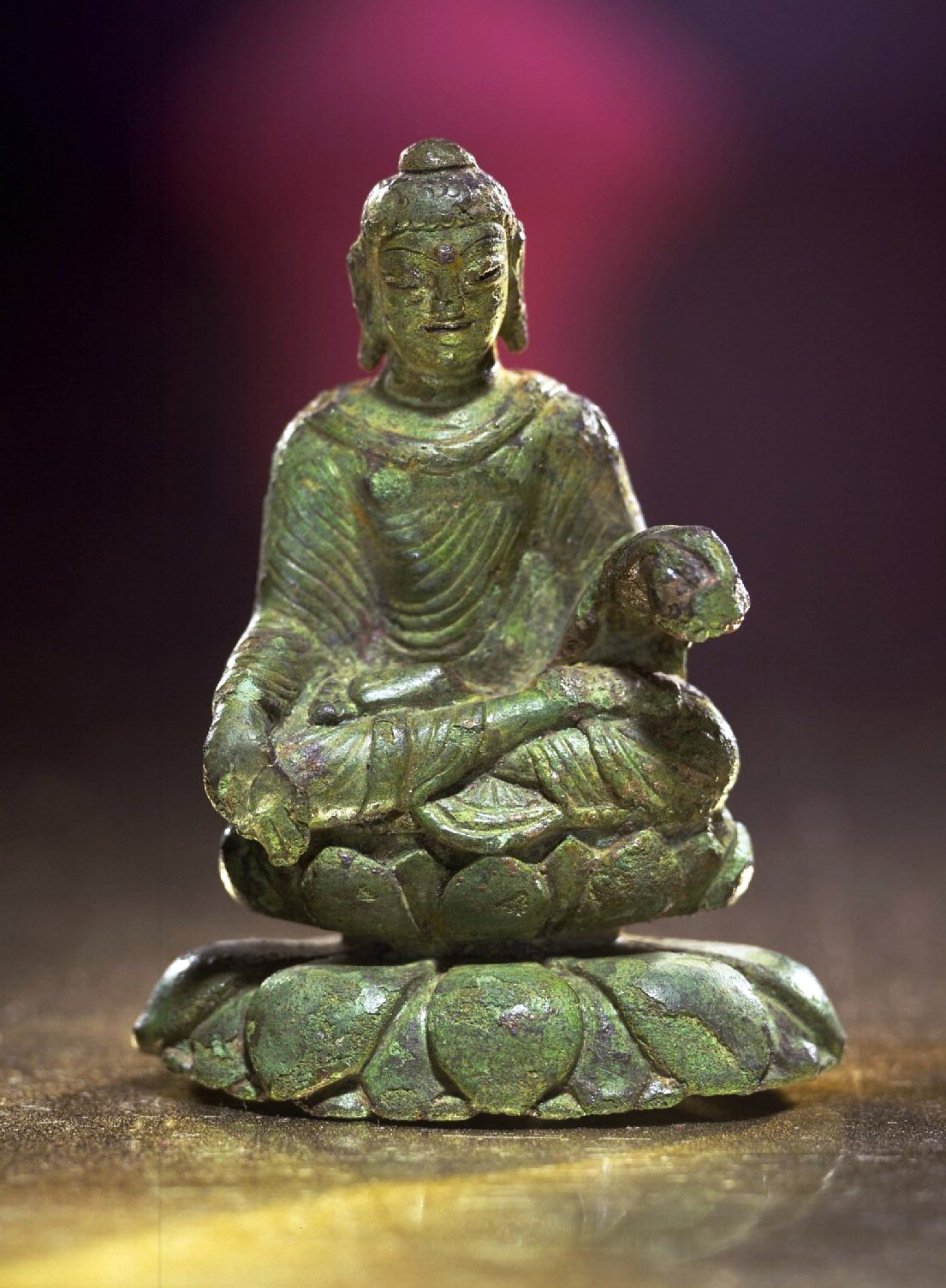
Buddhastatyetten har tillverkats i Indien på 500-talet och förts till Helgö på Ekerö under vikingatiden. Statyetten är 8,4 centimeter hög. Statens historiska museum.

År 1950 upptäckte en sommarstugeägare av en slump spår av en forntida boplats på Helgö. Fyra år senare påbörjades arkeologiska utgrävningar som skulle pågå ända till 1981. Utgrävningarna visade att här funnits ett forntida samhälle som var levande och verksamt under minst sexhundra år, från 200- till och med 800-talet.
Helgöboplatsen låg på nordöstra delen av Helgö och var en forntida handels- och verkstadsplats. Området består av sju husgrupper, fem gravfält och en fornborg från 200 till 500 år e Kr. Det finns även tydliga spår av förkristen kult på ön och en tidig tempelbyggnad. Den gamla handelsorten på Helgö började växa fram runt år 200, och är därmed omkring 500 år äldre än Birka på Björkö. Redan på 400-talet fanns skickliga hantverkare på plats; man har bland annat hittat rika spår efter guldsmedjor och andra verkstäder. Helgös storhetstid anses vara folkvandrings- (400-550 e.Kr.) och vendeltid (550-800 e.Kr). Det avancerade bronsgjuteriet och hantverket upphör under 600-talet och Helgö antar en mer ordinär gårdskaraktär. I slutet av vendeltiden (750 e.Kr.) uppstår Birka och dominerar handeln i mälardalen fram till slutet av 900-talet, då Sigtuna troligen tar över handeln.
Även bevis på långväga handel i form av en liten Buddha från Swatdalen i Pakistan, en tidigkristen koptisk dopskopa från Egypten, båda med datering till 500-talet, samt en irländsk kräkla från 800-talet och mynt från Ravenna, Rom, Bysans och Arabien visar på platsens betydelse. Öns köpmän kan ha haft kungafamiljerna från Vendel och Uppsala som kunder för sina lyxartiklar, som sidentyger, glas och kryddor.

## Områden på Helgö
- Lurudden
- Västgården
- Bona
- Nytorp
- Kaggens täppa
- Fornborgen på Helgö
- Helgö bol
- Slottshagen
- Gammelgårdsudden
- Kaggeholm
- Långnäset

## Bilder

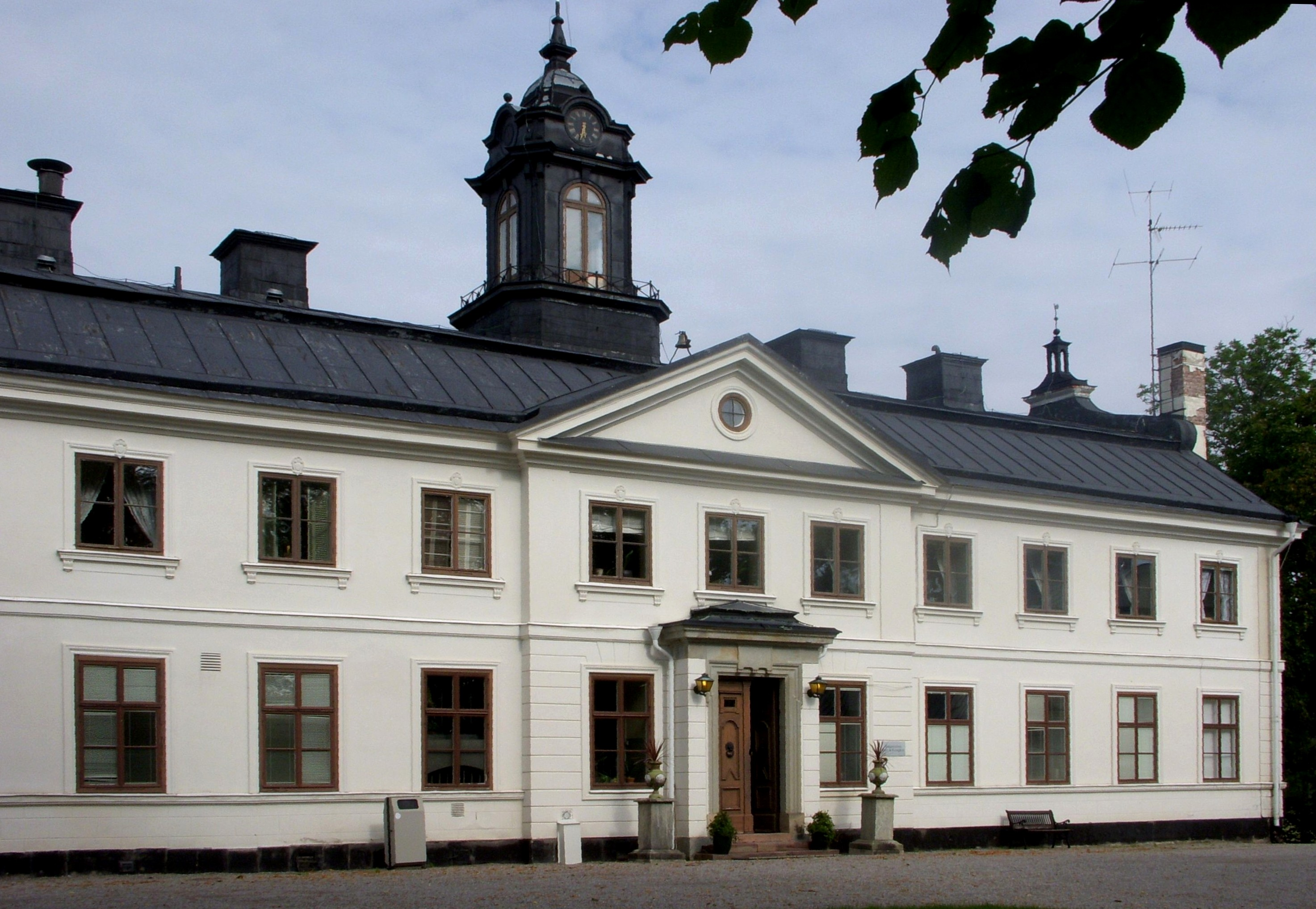
Kaggeholms slott
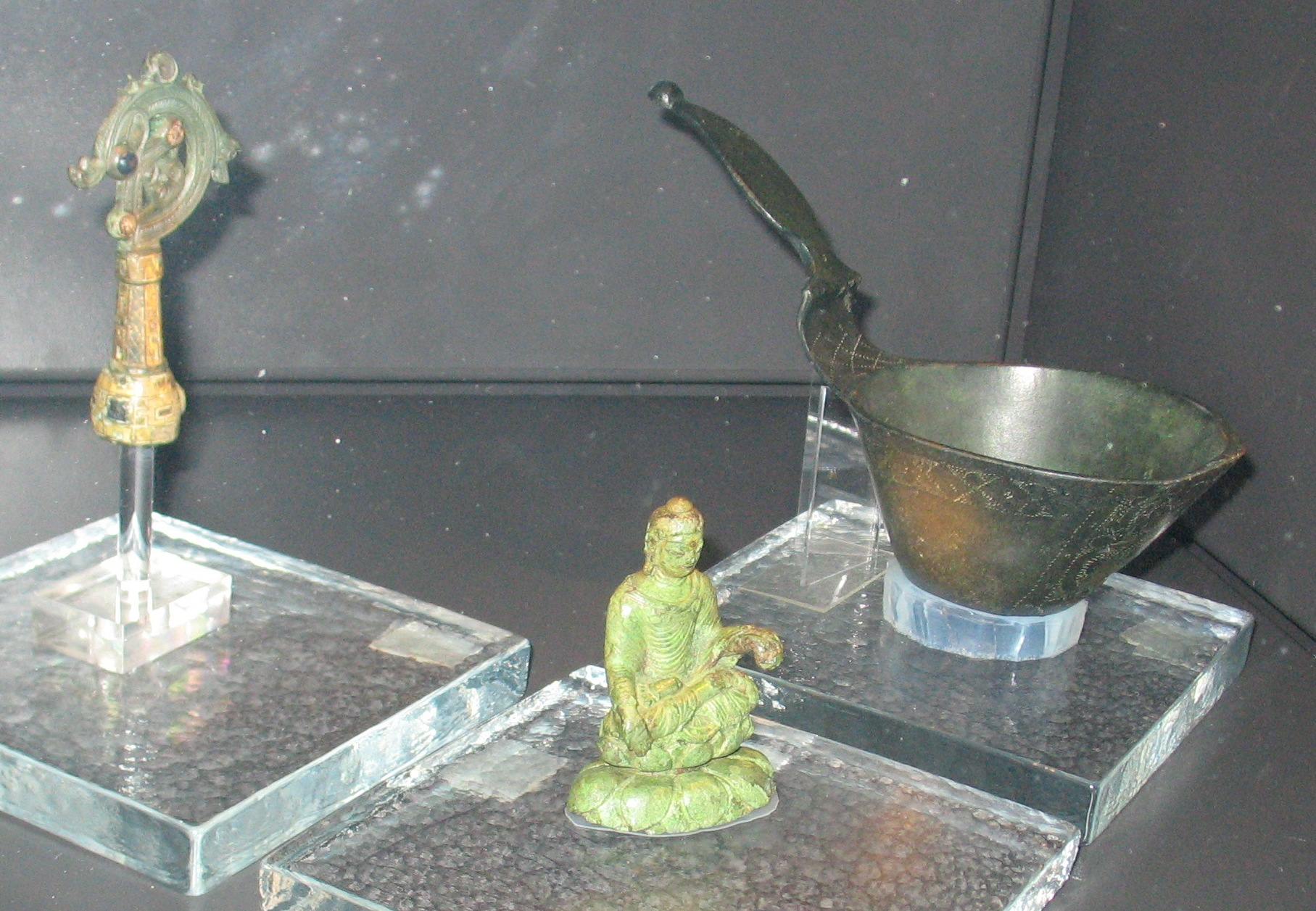
Arkeologiska fynd: en irländsk kräkla (800-tal), indisk Buddastaty (500-tal) och en skopa från Egypten (500-tal).
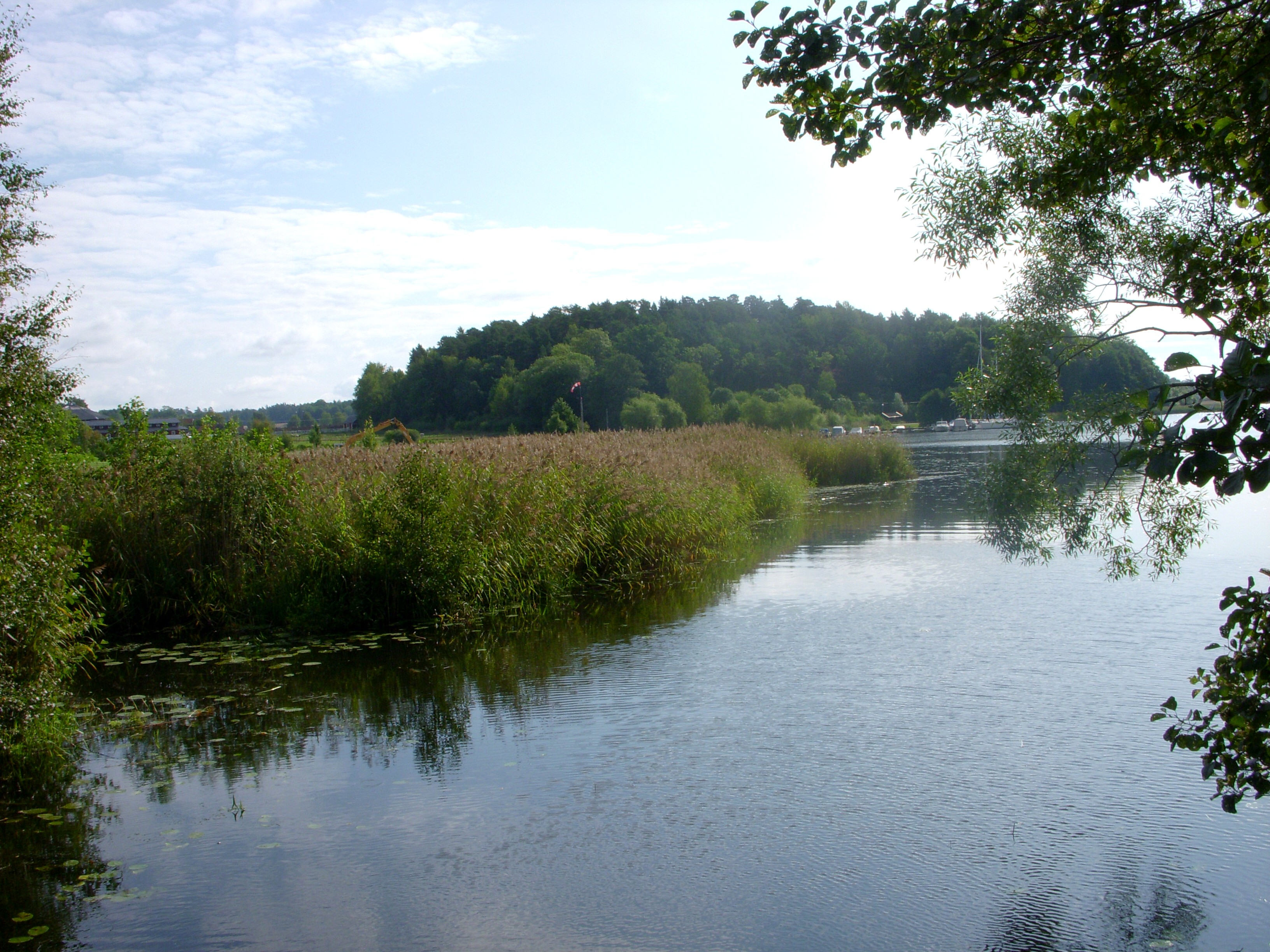
Helgö Kanal
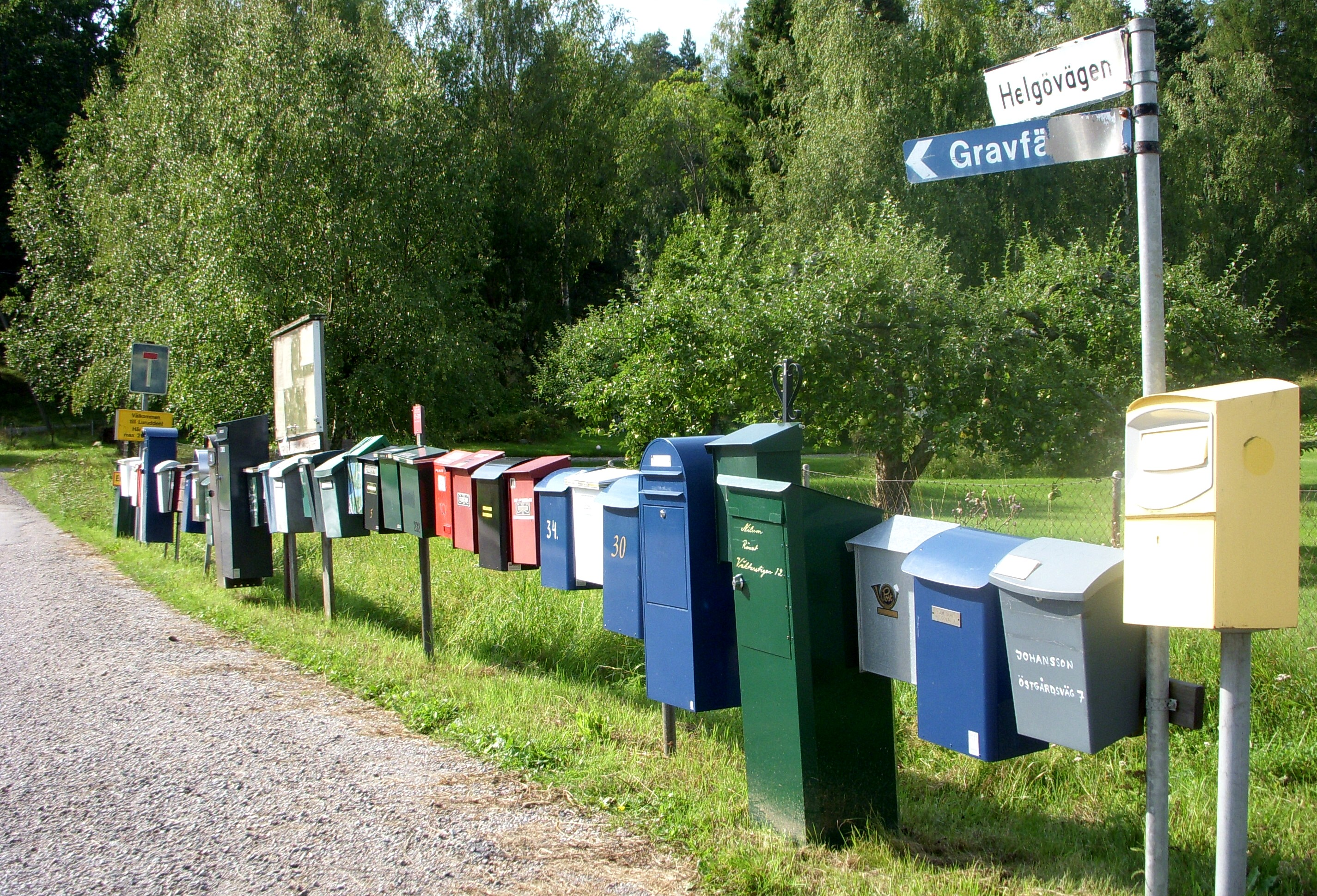
Brevlådor vid Helgövägen